# Тучков, Григорий Эдуардович
Григорий Эдуардович Тучков (род. 18 марта 2003, Березники, Пермская область, Россия) — российский профессиональный баскетболист, играющий на позиции разыгрывающего.

## Карьера
Начинал заниматься баскетболом в березниковской школе «Калий-Баскет».
В 2020 г. перешел в пермскую «Парму», где выступал за молодежный состав. С 2021 г. также начал выступать за основную команду «Пармы».
Вызывался в сборную России по баскетболу 3x3.
После сезона 2024/25, проведённого в Единой лиге ВТБ, перешел в ижевский «Купол-Родники».

## Награды и достижения
Чемпион России по баскетболу 3x3 в составе команды "Bionord PRO" в сезоне 2024/2025.
Лучший молодой игрок Winline Чемпионата России по баскетболу 3x3 в сезоне 2024/2025.
Серебряный призер II Игр Стран СНГ 2023 г. в составе Сборной России по баскетболу 3x3. 
Победитель Первенства России по баскетболу 3x3 u18 в 2021 г. в составе команды "Парма-М".